# Oplosaurus
Oplosaurus („ozbrojený ještěr“) byl rod sauropodního dinosaura, žijícího na území dnešní Anglie (ostrov Isle of Wight). Je znám pouze na základě jednoho dochovaného fosilního zubu z období spodní křídy (věk barrem až apt, asi před 130 až 125 miliony let). Jednalo se patrně o zástupce skupiny Turiasauria.

## Historie
Fosilní zub tohoto sauropoda o délce 85 mm byl v odborné literatuře poprvé zmíněn roku 1852 geologem Thomasem Wrightem, k jeho objevu došlo v sedimentech souvrství Wessex (v rámci uskupení Wealden Clay) v zálivu Brixton Bay na území ostrova Isle of Wight. Ve stejném roce fosilii formálně popsal francouzský paleontolog Paul Gervais pod jménem Oplosaurus armatus. Dnes má typový exemplář katalogové číslo BMNH R964. V pozdější době byl často porovnáván s fosilemi dalšího pochybného rodu Pelorosaurus. Dnes vědci předpokládají, že se jednalo o zub sauropoda z kladu Macronaria, Camarasauridae nebo Turiasauria.

## Rozměry
Na základě jediného zubu není možné stanovit přesnou velikost tohoto dinosaura, je ale pravděpodobné, že se jednalo o velkého sauropoda o délce kolem 25 metrů.